# Club Atlético River Plate (fútbol femenino)
El Club Atlético River Plate es una entidad deportiva con sede en la ciudad de Buenos Aires, Argentina, que fue fundado el 25 de mayo de 1901. El equipo de fútbol femenino del club fue creado en 1991, al mismo tiempo en el que se disputó el primer campeonato femenino oficial del país, por lo tanto es uno de los miembros fundacionales del torneo y la disciplina regulada por AFA. Desde entonces se desempeña en la Primera División de Argentina.
Es el equipo con más temporadas en Primera División, habiendo disputado todas las ediciones desde su creación en 1991. Su palmarés incluye 11 torneos locales, cinco de los cuales fueron obtenidos de forma consecutiva (1993 a 1997), y una Copa Federal. A nivel internacional ha participado en dos ediciones de la Copa Libertadores Femenina (2017 y 2020), alcanzando como mejor ubicación el tercer puesto en 2017.
Junto a Boca Juniors disputa el denominado Superclásico femenino del fútbol argentino. Ambos son los equipos más importantes y exitosos del fútbol femenino del país, ya que han participado en la mayoría de las definiciones de campeonatos y ostentan la mayor cantidad de títulos.

## Historia
El fútbol femenino en Argentina comenzó a disputarse de manera oficial en 1991, con ocho equipos participantes. El 15 de diciembre de ese mismo año, después de siete fechas disputadas, River Plate se consagra como el primer campeón del fútbol femenino del país. En total, River Plate obtuvo el torneo en 11 oportunidades, de las cuales 5 de ellas fueron en forma consecutiva entre el año 1993 hasta 1997.

El 17 de junio de 2017 River consigue el Duodécimo título en Argentina y se clasifica a la Copa Libertadores Femenina 2017 por primera vez en su historia y se transforma en el cuarto equipo argentino en disputarla detrás de San Lorenzo de Almagro, Boca Juniors y UAI Urquiza.
El 7 de octubre de 2017 las Millo juegan su primer partido ante Unión Española de Ecuador empatando 1 a 1, el gol millonario fue gracias a Laura Romero. Su Primera victoria llegaría en la segunda fecha ante Deportivo Capiata por 2 a 1 gracias al doblete de la uruguaya Carolina Birizamberri. River lograría pasar a semifinales gracias a la victoria ante Estudiantes de Guárico por 1 a 0 con gol de Mercedes Pereyra. En las semifinales se cruzarían ante Colo-Colo terminando con una derrota por 2 a 0. Luego se enfrentarían al Cerro Porteño de Paraguay por el tercer puesto de la Libertadores con victoria de las Millo por 2 a 1 gracias al doblete de su goleadora en el campeonato Carolina Birizamberri.
Así River terminaría en el tercer lugar (segundo mejor resultado de un equipo argentino después de Boca Juniors y en igualdad a UAI Urquiza) de la copa con 4 victorias y una derrota.

## Datos del club
- Temporadas en Primera División: 49 (Todas).
- Temporadas en Segunda División: Ninguna
- Mejor posición en Primera División: 1.° (11 veces)
- Peor posición en Primera División: 9.° (Clausura 2024)
- Primer campeón de la Primera División Femenina: (1991)
- Segundo club con más títulos oficiales nacionales: 12 (11 Primera División y 1 Copa Federal)
- Mayor cantidad de títulos ganados consecutivamente: 5 (1993, 1994, 1995, 1996 y 1997)
- Mejor Puesto en Supercopa Argentina: Cuartos de final (2015)
- Mejor puesto en la Copa Federal: 1.º (2022)
- Participaciones en Copa Libertadores: 2 (2017 , 2020)
- Mejor Posición en Copa Libertadores: Tercer puesto (2017)

## Trayectoria

### Primera División
| Primera División       | Primera División                        |
| Torneo                 | Resultado                               |
| ---------------------- | --------------------------------------- |
| Campeonato 1991        | Campeón                                 |
| Campeonato 1992        | 2.º                                     |
| Campeonato 1993        | Campeón                                 |
| Campeonato 1994        | Campeón                                 |
| Campeonato 1995        | Campeón                                 |
| Campeonato 1996        | Campeón                                 |
| Campeonato 1997        | Campeón                                 |
| Campeonato 1998        | 2.º                                     |
| Campeonato 1999        | 2.º                                     |
| Campeonato 2000-01     | 2.º                                     |
| Apertura 2001          | 2.º                                     |
| Clausura 2002          | 3.º                                     |
| Apertura 2002          | Campeón                                 |
| Clausura 2003          | Campeón                                 |
| Apertura 2003          | 2.º                                     |
| Clausura 2004          | 2.º                                     |
| Apertura 2004          | 3.º                                     |
| Clausura 2005          | 3.º                                     |
| Apertura 2005          | 3.º                                     |
| Clausura 2006          | 3.º                                     |
| Apertura 2006          | 4.º                                     |
| Clausura 2007          | 3.º                                     |
| Apertura 2007          | 2.º                                     |
| Clausura 2008          | 2.º                                     |
| Apertura 2008          | 3.º                                     |
| Clausura 2009          | Campeón                                 |
| Apertura 2009          | 3.º                                     |
| Clausura 2010          | Campeón                                 |
| Apertura 2010          | 2.º                                     |
| Clausura 2011          | 2.º                                     |
| Apertura 2011          | 3.º                                     |
| Clausura 2012          | 4.º                                     |
| Apertura 2012          | 2.º                                     |
| Clausura 2013          | 3.º                                     |
| Inicial 2013           | 4.º                                     |
| Final 2014             | 4.º                                     |
| Torneo 2015            | 4.º                                     |
| Torneo 2016            | 3.º                                     |
| Torneo 2016-17         | Campeón                                 |
| Torneo 2017-18         | Semifinalista                           |
| Torneo 2018-19         | 3.º                                     |
| Torneo 2019-20         | Suspendido por la pandemia de COVID-19. |
| Torneo Transición 2020 | 2.º                                     |
| Apertura 2021          | Semifinalista                           |
| Clausura 2021          | Semifinalista                           |
| Campeonato 2022        | 4.º                                     |
| Campeonato 2023        | 4.º                                     |
| Apertura 2024          | 3.º                                     |
| Clausura 2024          | 9.º                                     |

### Copas nacionales
| Competiciones            | Ronda            | P.J. | P.G. | P.E. | P.P. | G.F. | G.C. | DG  |
| ------------------------ | ---------------- | ---- | ---- | ---- | ---- | ---- | ---- | --- |
| Supercopa Argentina 2015 | Cuartos de final | 2    | 1    | 1    | 0    | 15   | 0    | +15 |
| Copa Federal 2021        | Cuartos de final | 2    | 1    | 0    | 1    | 6    | 4    | +2  |
| Copa Federal 2022        | Campeón          | 4    | 4    | 0    | 0    | 18   | 1    | +17 |
| Copa de la Liga 2023     | Fase de grupos   | 10   | 5    | 2    | 3    | 27   | 14   | +13 |
| Copa Federal 2023        | Semifinales      | 3    | 2    | 0    | 1    | 9    | 2    | +7  |
| Copa Federal 2024        | Cuartos de final | 2    | 1    | 0    | 1    | 7    | 1    | +6  |
| Total                    | Total            | 23   | 14   | 3    | 6    | 82   | 22   | +60 |

### Copas internacionales
| Edición | Ronda            | P.J. | P.G. | P.E. | P.P. | G.F. | G.C. | DG |
| ------- | ---------------- | ---- | ---- | ---- | ---- | ---- | ---- | -- |
| 2017    | Tercer lugar     | 5    | 3    | 1    | 1    | 6    | 5    | +1 |
| 2020    | Cuartos de final | 4    | 2    | 1    | 1    | 4    | 1    | +3 |
| Total   | Total            | 9    | 5    | 2    | 2    | 10   | 6    | +4 |

|  | Equipo                      | País      | P.J. | P.G. | P.E. | P.P. | G.F. | G.C. | DG | D.P. |
|  | --------------------------- | --------- | ---- | ---- | ---- | ---- | ---- | ---- | -- | ---- |
|  | Ferroviária                 | Brasil    | 1    | 0    | 0    | 1    | 0    | 1    | -1 | -1   |
|  | Colo-Colo                   | Chile     | 1    | 0    | 0    | 1    | 0    | 2    | -2 | -1   |
|  | Independiente Santa Fe      | Colombia  | 1    | 1    | 0    | 0    | 1    | 0    | +1 | +1   |
|  | Unión Española              | Ecuador   | 1    | 0    | 1    | 0    | 1    | 1    | 0  | 0    |
|  | Deportivo Capiatá           | Paraguay  | 1    | 1    | 0    | 0    | 2    | 1    | +1 | +1   |
|  | Cerro Porteño               | Paraguay  | 1    | 1    | 0    | 0    | 2    | 1    | +1 | +1   |
|  | Sol de América              | Paraguay  | 1    | 0    | 1    | 0    | 0    | 0    | 0  | 0    |
|  | Atlético Sport Club         | Venezuela | 1    | 1    | 0    | 0    | 3    | 0    | +3 | +1   |
|  | Estudiantes de Guárico F.C. | Venezuela | 1    | 1    | 0    | 0    | 1    | 0    | +1 | +1   |
|  | Total                       | 6 Países  | 9    | 5    | 2    | 2    | 10   | 6    | +4 | +3   |

## Palmarés
Artículo principal: Palmarés del Club Atlético River Plate.
| Competición                 | Títulos                                                                                                  | Subcampeonatos | 3.er puesto |
| --------------------------- | --- | --- | --- |
| Primera División (11/13/11) | 1991, 1993, 1994, 1995, 1996, 1997, Apertura 2002, Clausura 2003, Clausura 2009, Clausura 2010, 2016-17. | 1992, 1998, 1999, 2000, Apertura 2001, Clausura 2002, Apertura 2003, Clausura 2004, Apertura 2004, Clausura 2005, Apertura 2005, Apertura 2007, Clausura 2008, Apertura 2010, Clausura 2011, Apertura 2012, Transición 2020. | Apertura 2004, Apertura 2006, Clausura 2006, Clausura 2007, Apertura 2008, Apertura 2009, Apertura 2011, Clausura 2013, 2016, 2017-18, Primera División Femenina 2018-19. |
| Copa Federal (1/0/1)        | 2022. | | 2023. |

| Competición                        | Títulos | Subcampeonatos | 3.er puesto |
| ---------------------------------- | ------- | -------------- | ----------- |
| Copa Libertadores Femenina (0/0/1) |         |                | 2017        |

## Rivalidades

### Superclásico femenino
River Plate disputa ante Boca Juniors el Superclásico femenino del fútbol argentino. El primer Súperclasico se jugó el 15 de diciembre de 1991 y terminó en empate 4 a 4, ese mismo año River salió campeón del primer torneo femenino de la historia dejando a Boca como subcampeón. Mientras que el primer Superclásico de la era profesional se jugó el 24 de septiembre de 2019 y terminó con victoria de Boca por 5 a 0. El historial oficial indica que se han enfrentado en 70 ocasiones, con Boca imponiéndose por un amplio margen al registrar 41 victorias contra 14 de River.
Historial de los Superclásicos
| Partidos jugados | Ganados por River | Empates | Ganados por Boca |
| 70               | 14                | 15      | 41               |
| ---------------- | ----------------- | ------- | ---------------- |

#### Últimos y próximo partido
- Partidos jugados en los últimos 12 meses y los próximos encuentros.

| 68. Torneo Clausura 2024; 21 de noviembre de 2024 | Boca Juniors                                 | 4:1     | River Plate | Complejo Pedro Pompilio, La Boca |                            |
| 9:00 UTC-03:00                                    | - Baccaro 11' - Núñez 38', 68' - Morán 90+3' | Reporte | - Díaz 35'  | Árbitra: Antonella Álvarez       | Árbitra: Antonella Álvarez |

| 69. Primer Torneo 2025; 15 de febrero de 2025 | Boca Juniors             | 2:2     | River Plate               | Complejo Pedro Pompilio, La Boca |                             |
| 09:00 UTC-03:00                               | - Núñez 39' - Ormson 44' | Reporte | - Campos 3' - Pereyra 59' | Árbitra: Roberta Echeverría      | Árbitra: Roberta Echeverría |

| 70. Copa Federal 2024; 21 de febrero de 2025 | Boca Juniors       | 1:0     | River Plate | Estadio República de Italia, Ciudad Evita |                            |
| 17:00 UTC-03:00                              | - Ojeda 71' (pen.) | Reporte |             | Árbitra: Antonella Álvarez                | Árbitra: Antonella Álvarez |

### Otras rivalidades
Además del Superclásico, River mantiene rivalidades con Independiente de Avellaneda, Racing Club y San Lorenzo de Almagro, todos heredados del fútbol masculino al formar parte de los denominados cinco grandes del fútbol argentino. Otra de las rivalidades de River es UAI Urquiza, por el éxito deportivo que el club de Villa Lynch tiene en la disciplina.

## Jugadoras

### Mercado de pases
| Verano | Verano                                                                                                   | Verano                                                                   | Verano                  | Verano               | Verano         | Verano                           | Verano                  |
| Altas | Altas | Altas                                                                    | Altas                   | Bajas                | Bajas          | Bajas                            | Bajas                   |
| Nac. | Pos. | Jugadora                                                                 | Origen                  | Nac.                 | Pos.           | Jugadora                         | Destino                 |
| --- | --- | ------------------------------------------------------------------------ | ----------------------- | -------------------- | -------------- | -------------------------------- | ----------------------- |
| Bandera de Venezuela | Delantero                                                                                                | Kimberlyn Campos                                                         | San Luis FC             | Bandera de Japón     | Delantero      | Ichika Egashira                  | San Lorenzo             |
| Bandera de Argentina | Delantero                                                                                                | Mercedes Pereyra                                                         | UAI Urquiza             | Bandera de Argentina | Centrocampista | Sofía Domínguez                  | Newell's                |
| Bandera de Venezuela | Defensa                                                                                                  | Idanis Mendoza                                                           | UAI Urquiza             | Bandera de Argentina | Delantero      | Catalina Primo                   | Real Brasília           |
| Bandera de Argentina | Defensa                                                                                                  | Tamara Bazán                                                             | Belgrano                | Bandera de Argentina | Defensa        | Sofía Sarubba                    | Platense                |
| Bandera de Uruguay | Centrocampista                                                                                           | Nikol Laurnaga                                                           | San Luis FC             | Bandera de Argentina | Centrocampista | Belén Marijuán                   | Racing Club             |
| Bandera de Argentina | Defensa                                                                                                  | Andrea López                                                             | Independiente           | Bandera de Argentina | Centrocampista | Brenda Flores                    | Huracán                 |
| Bandera de Argentina | Centrocampista                                                                                           | Aldana Barrionuevo                                                       | Gimnasia y Esgrima (LP) | Bandera de Argentina | Defensa        | Belén Ludueña                    | Gimnasia y Esgrima (LP) |
| Bandera de Argentina | Delantero                                                                                                | Guadalupe Luna                                                           | UAI Urquiza             | Bandera de Argentina | Centrocampista | Victoria Sosa                    | Rosario Central         |
| Bandera de Argentina | Defensa                                                                                                  | Sofía Quiroga                                                            | Inferiores              | Bandera de Argentina | Guardameta     | Miranda Campodónico (inferiores) | Huracán                 |
| Bandera de Argentina | Defensa                                                                                                  | Carolina Ceniza                                                          | Inferiores              |                      |                |                                  |                         |
| Bandera de Argentina | Defensa                                                                                                  | Milagros Velázquez                                                       | Inferiores              |                      |                |                                  |                         |
| \| Leyenda - Nac. : Nacionalidad - Pos. : Posición - Pertenecía a las divisiones inferiores - Pertenecía a la Primera División \| - Incorporación como cedida (préstamo) - Baja como cedida (préstamo) - Licencia de maternidad - Retirada \| - Arquera/Portera - Defensora - Mediocampista/Centrocampista - Delantera \| | |                                                                          |                         |                      |                |                                  |                         |
| Leyenda - Nac. : Nacionalidad - Pos. : Posición - Pertenecía a las divisiones inferiores - Pertenecía a la Primera División | - Incorporación como cedida (préstamo) - Baja como cedida (préstamo) - Licencia de maternidad - Retirada | - Arquera/Portera - Defensora - Mediocampista/Centrocampista - Delantera |                         |                      |                |                                  |                         |

Fuentes:

### Jugadoras internacionales
Nota: en negrita jugadoras parte de la última convocatoria en la correspondiente categoría.
| Lista de jugadoras internacionales | Lista de jugadoras internacionales | Lista de jugadoras internacionales | Lista de jugadoras internacionales |
| Selección                          | Categoría                          | Posición                           | Jugadora(as)                       |
| ---------------------------------- | ---------------------------------- | ---------------------------------- | ---------------------------------- |
| Argentina                          | Absoluta                           | Mediocampista                      | Agustina Vargas                    |
| Argentina                          | Absoluta                           | Delantera                          | Martina del Trecco                 |
| Argentina                          | Absoluta                           | Mediocampista                      | Justina Morcillo                   |
| Argentina                          | Absoluta                           | Delantera                          | Catalina Primo                     |
| Argentina                          | Absoluta                           | Defensora                          | Milagros Otazú                     |
| Argentina                          | Sub-20                             | Defensora                          | Giuliana González                  |
| Argentina                          | Sub-20                             | Delantera                          | Ayelén Acuña                       |
| Argentina                          | Sub-20                             | Defensora                          | Belén Ludueña                      |
| Argentina                          | Sub-20                             | Delantera                          | Victoria Costa                     |
| Argentina                          | Sub-20 - Sub-17                    | Arquera                            | Lara Esponda                       |
| Argentina                          | Sub-20 - Sub-17                    | Mediocampista                      | Evelyn Sofía Domínguez             |
| Argentina                          | Sub-20 - Sub-17                    | Arquera                            | Martina Krotter                    |
| Argentina                          | Sub-20 - Sub-17                    | Defensora                          | Camila Ayelen Duarte               |
| Argentina                          | Sub-17                             | Defensora                          | Fiamma Luján                       |
| Argentina                          | Sub-17                             | Mediocampista                      | Brenda Flores                      |
| Argentina                          | Sub-17                             | Delantera                          | Rocío Figueredo                    |
| Argentina                          | Sub-17                             | Delantera                          | Delfina Lombardi Larrere           |
| Argentina                          | Sub-17                             | Defensora                          | Juana Cangaro                      |
| Argentina                          | Sub-17                             | Defensora                          | Sol Córdoba                        |
| Argentina                          | Sub-17                             | Mediocampista                      | Morena Miranda                     |
| Argentina                          | Sub-17                             | Defensora                          | Luciana Duarte                     |
| Brasil                             | Sub-20                             | Delantera                          | Carmel Oliveira                    |
| Ecuador                            | Absoluta                           | Defensora                          | Tamara Angulo                      |
| Uruguay                            | Absoluta                           | Delantera                          | Carolina Birizamberri              |
| Uruguay                            | Absoluta                           | Defensora                          | Laura Felipe                       |

### Historial de jugadoras extranjeras
La siguiente lista es de las futbolistas extranjeras que jugaron al menos un partido en la primera del club.
| Nacionalidad   | N.º | Jugadoras                                                          |
| -------------- | --- | ------------------------------------------------------------------ |
| Brasil         | 1   | Carmel Oliveira                                                    |
| Chile          | 1   | Camila Pávez                                                       |
| Colombia       | 3   | Vennus Pineda, Laura Navarro, Gavy Santos                          |
| Ecuador        | 1   | Tamara Angulo                                                      |
| El Salvador    | 2   | Alejandra Herrera, Karen Landaverde                                |
| Estados Unidos | 2   | Vanessa Penuna, Jordan O'Brien                                     |
| Japón          | 1   | Ichika Egashira                                                    |
| México         | 1   | Gabriela González Kusulas                                          |
| Paraguay       | 1   | Daniela Mereles                                                    |
| Uruguay        | 4   | Carolina Birizamberri, Laura Felipe, Oriana Fontán, Nikol Laurnaga |
| Venezuela      | 2   | Kimberlyn Campos, Idanis Mendoza                                   |

Nota: No se consideran extranjeras a las nacidas en Estados Unidos Gaby Garton y Natalie Juncos y a la nacida en Paraguay Nicole Hain ya que tienen nacionalidad argentina (las dos primeras por ascendencia y la última por nacionalización) y ya han jugado para la selección argentina.

## Reserva
El Club Atlético River Plate cuenta con un equipo reserva (además de equipos categoría Sub-16, Sub-14, Sub-12 y Sub-10).
Es uno de los dieciocho equipos fundacionales del Campeonato de Reserva del Fútbol Femenino organizado por AFA, cuya primera edición comenzó a disputarse en noviembre de 2019.

### Plantel
Actualizado al verano 2022-23. 
Notas:
- Algunas jugadoras del plantel reserva pertenecen también al primer equipo.
- A diferencia del plantel de primera, en la reserva no hay dorsales fijos. Estos cambian según la alineación de los partidos.
- Al ser un equipo reserva, River Plate cuenta como equipo formativo, sin embargo se mencionan aquellos donde también se formaron antes de integrar el club. Solo se tienen en cuenta los equipos de fútbol 11, modalidades y variaciones como; Baby fútbol, fútsal y otras de esa índole no cuentan.

### Palmarés
| Competición           | Títulos | Subcampeonatos |
| --------------------- | ------- | -------------- |
| Campeonato de Reserva | 2022    | 2021           |